# Žalm 34

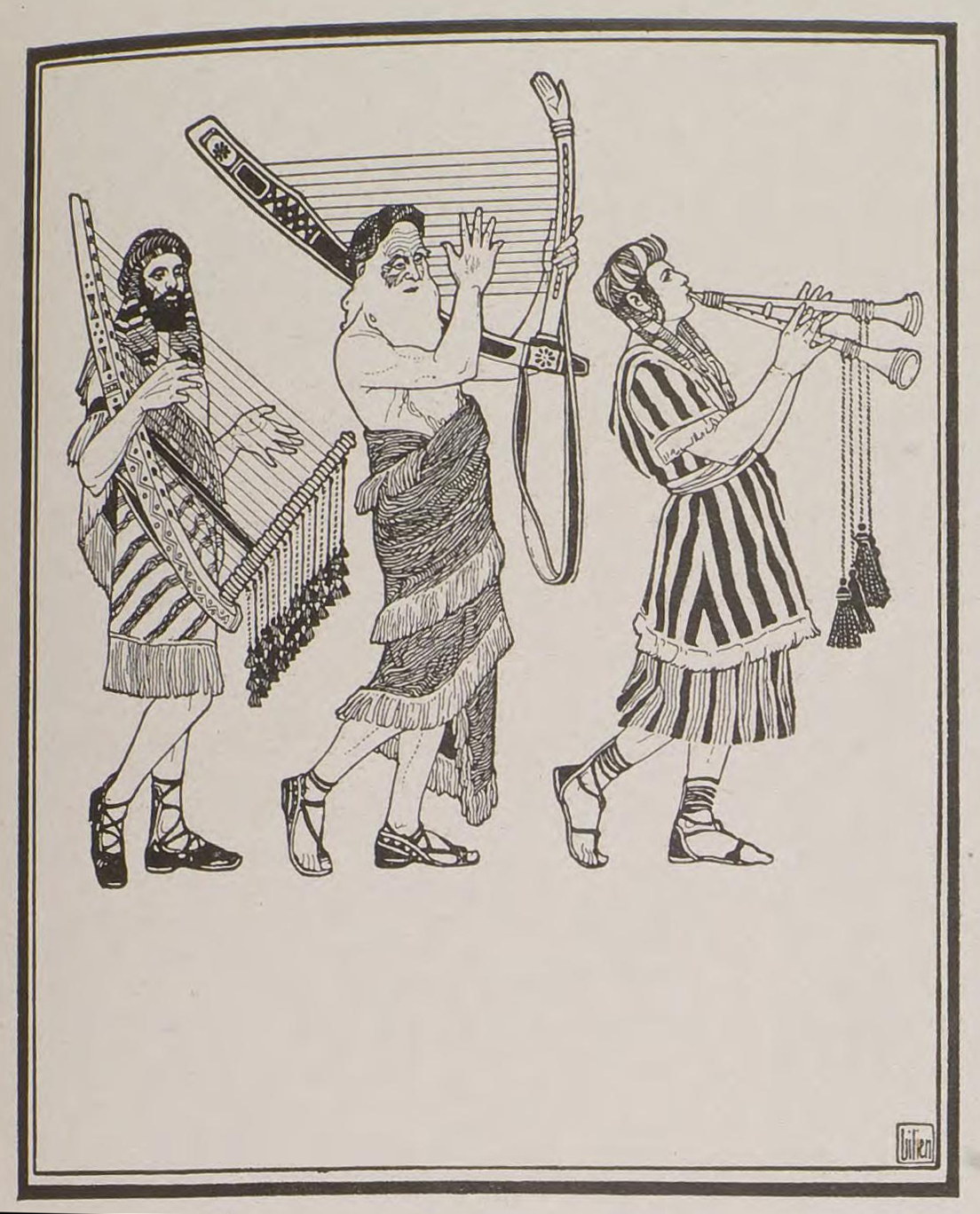
Žalm 34

Žalm 34 („Dobrořečit budu Hospodinu v každém čase“) je biblický žalm. V překladech, které číslují podle Septuaginty, se jedná o 33. žalm. Žalm je nadepsán těmito slovy: „Davidův, když změnil své chování před abímelekem, a ten ho vypudil a on odešel.“ Jedná se o jeden ze třinácti davidovských žalmů, v nichž je uvedena konkrétní situace z Davidova života, na něž příslušný žalm navazuje. Raši vysvětluje, že jako abímelek byli označování všichni pelištejští králové a že v tomto případě se jednalo o pelištejského krále Akíše, o němž se zmiňuje První kniha Samuelova.

## Užití vliturgii
V židovské liturgii je žalm podle siduru součástí ranní modlitby na Šabat a svátky, a to v části zvané Psukej de-zimra („Verše písní“). Spis Šimuš Tehilim („Užití Žalmů“), jehož autorem je zřejmě židovský učenec Chaj Ga'on (939–1038), navíc uvádí, že recitace 34. žalmu pomáhá ke zdaru těm, kdo potřebují jednat s nějakým vlivným jedincem, potřebují získat kladnou odezvu na nějakou svou prosbu nebo cestují.